# Kim Yo-jong
Kim Yo-jong (în coreeană 김여정; n. 26 septembrie 1987, Phenian, RPDC) este o politiciană nord-coreeană, sora mai mică a liderului suprem Kim Jong-un și fiica defunctului Kim Jong-il.
În prezent este membru supleant al Biroului Politic nord-coreean și directorul Departamentului de Agitație și Propagandă al Partidului Muncitoresc Coreean.

## Biografie

### Anii copilăriei și educația
Kim Yo-jong s-a născut pe 26 septembrie 1987 și este cel mai mic copil al lui Kim Jong-il avut cu cea de-a treia nevastă sau amantă a acestuia, Ko Young-hee, membri ai dinastiei nord-coreene aflată la putere. Pe când avea șase ani, bunicul său Kim Ir-sen, fondatorul Coreei de Nord, moare, iar tatăl său preia rolul de conducător suprem al țării. Kim Yo-jong și-a petrecut cea mai mare parte a copilăriei în casa mamei sale din Phenian, ferită de ochii publicului, iar pentru studii a fost trimisă la o școală privată din Berna, Elveția. Acolo a folosit un nume fals, Kim Young-sun, tactică folosită în trecut și de frații săi mai mari, școliți tot în sistemul privat elvețian. Pe durata studiilor sale, Yo-jong a trăit în casa unui membru de partid nord-coreean și s-a aflat în permanență sub protecția unui grup de bodyguarzi, servitori și animatori. Personalul școlii unde aceasta a studiat își amintește că fata era supra-protejată de angajații familiei sale. Se presupune că ea și fratele său, Kim Jong-un, au o relație foarte apropiată datorită izolării la care au fost supuși pe durata studiilor. Decizia ca ei să fie educați în Europa a fost atribuită tatălui lor, Kim Jong-Il, care ar fi dorit ca ei să se dezvolte departe de influența propriului său tată, Kim Ir-sen. În Elveția i-a fost alături și o mătușă din linia maternă, Ko Young-suk, care a avut grijă de ea și frații săi. Aceasta avea să fugă împreună cu soțul și cei trei copii ai săi în Statele Unite în 1998. 
În anul 2000, Yo-jong se întoarce în Coreea de Nord, unde își definitivează studiile. Parcursul său academic nu este cunoscut în detaliu. Se presupune că a urmat cursurile Universității Militare Kim Il-Sung, iar mai apoi ar fi studiat informatică la Universitatea Kim Il-sung, unde ar fi avut-o drept colegă pe Kim Eun-gyong, fiica lui Megumi Yokota, japoneza care a fost răpită de agenți nord-coreeni în Japonia în 1977 și apoi dusă clandestin în Coreea de Nord.

### Începuturile carierei politice
Tatăl lui Kim Yo-jong le-a spus unor diplomați străini încă din 2002 că fiica sa cea mai mică este interesată de politică și că și-ar dori să urmeze o carieră în sistemul nord-coreean. Se știe că fata a devenit membră de partid începând cu 2007: inițial a lucrat împreună cu mătușa sa din linie paternă, Kim Hyon Hui, iar în următorii ani a intrat în anturajul tatălui său. Ea îl însoțea frecvent când acesta făcea vizite oficiale la fabrici sau evenimente, însă a rămas o prezență discretă, numele nefiindu-i menționat. Până în 2011 a fost membră a secretariatului tatălui său și a lucrat în Comisia de Apărare Națională. De asemenea, ea a lucrat la campania de propagandă care l-a lansat și propulsat pe fratele său drept viitor conducător al țării. Ea ar fi jucat un rol major în jocul de puteri de după moartea tatălui său în urma căruia Kim Jong-un a preluat puterea în stat, iar unchii și mătușile sale au fost îndepărtați. În septembrie 2010 este văzută pentru prima dată într-o fotografie oficială, în cadrul celei de-a treia conferințe a Partidului Muncitoresc Coreean (PMC).
În decembrie 2011, Kim Yo-jong apare pentru prima dată la televiziunea de stat nord-koreeană, la funerariile tatălui său. Ea a putut fi văzută alături de fratele său și întâmpinând diverși membri de partid, deși numele său nu a fost menționat. După ce fratele său a devenit conducător suprem, Yo-jong l-a însoțit adesea în misiunile oficiale, în inspecțiile din fabrici și de evaluare a corpului militar. Ea apare la televiziunea de stat în noiembrie 2012, într-un material care-l prezintă pe Kim Jong-un vizitând o bază militară. La începutul lui 2012 primește o poziție în cadrul Comisiei de Apărare Națională și devine manager al echipei responsabile de imaginea fratelui său. Astfel, Yo-jong este responsabilă de organizarea tuturor aparițiilor publice ale fratelui său și este una dintre puținele persoane care au acces și contact direct cu acesta.

### Consolidarea carierei

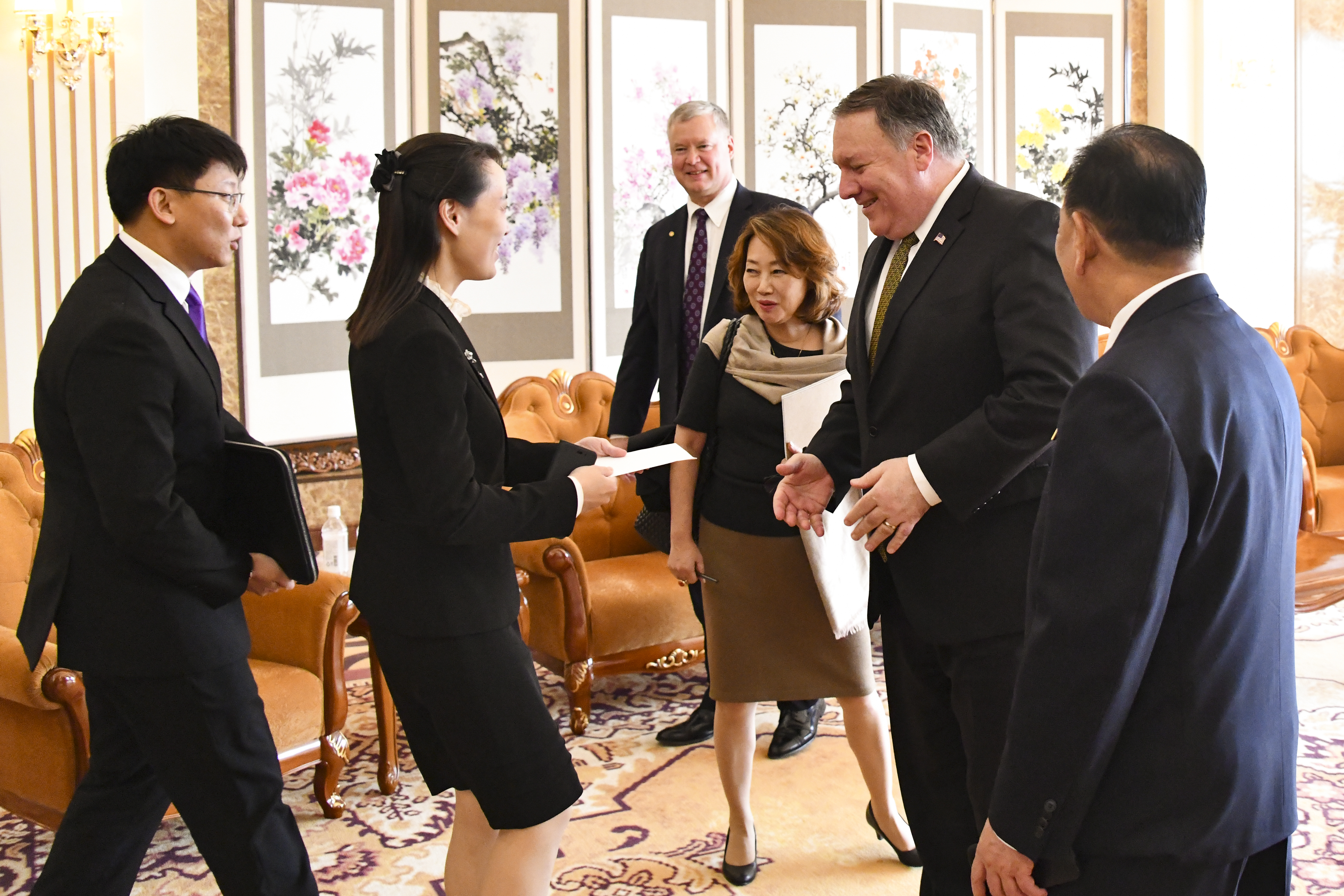
Kim Yo-jong în compania secretarului de stat american Mike Pompeo în 2018.

Kim Yo-jong a fost menționată pentru prima dată în spațiul public pe 9 martie 2014, când l-a însoțit pe fratele său la alegerile ce au avut loc în Adunarea Populară Supremă, unde a purtat statutul de "membru senior" al Comitetului Central al PMC. În octombrie 2014 a preluat o parte din responsabilitățile fratelui său într-o perioadă în care acesta s-a retras din funcțiile publice pentru a se trata. Luna următoare devine vice-director al departamentului de agitație și propagandă al Partidului Muncitoresc Coreean. În iulie 2015 a fost observată jucând rolul de lider de facto al departamentului, directorul nominal Kim Ki-nam jucând doar un rol secundar. De asemenea, ea deține și un rol vice-ministerial, însă portofoliul său este necunoscut publicului.
Se presupune că Kim Yo-jong este mintea care a stat în spatele dezvoltării cultului personalității fratelui său, pe care l-ar fi modelat după imaginea bunicului lor, Kim Ir-sen. După moartea tatălui său și venirea la putere a lui Kim Jong-un au fost observate schimbări în politicile statului și felul în care acestea au fost prezentate în media și presă. Thae Young-ho, un fost diplomat nord-corean care a fugit din țară, a spus în 2017 că Kim Yo-jong este cea care organizează toate evenimentele publice majore din Coreea de Nord. Se spune că ea l-ar fi încurajat pe fratele său să devină "un om al poporului", ce a putut fi văzut distrându-se în parcurile de distracții și jucând baschet alături de starul Dennis Rodman.
În 2017 primește funcția de membru supleant al biroului politic nord-coreean, fiind doar a doua femeie care primește această funcție în istoria țării. Consolidarea carierei sale politice poate fi un indicator că fratele său dorește înlocuirea mătușii sale, Kim Hyon Hui, din funcțiile statului. Este speculat că funcția sa îi facilitează accesului în luarea deciziilor în Departamentul de Apărare Națională.
Pe 9 februarie 2018, Yo-jong face parte din delegația nord-coreeană prezentă la ceremonia de deschidere a Jocurilor Olimpice de iarnă din 2018 organizate în Pyeongchang, în Coreea de Sud. Este prima dată când un membru al dinastiei Kim a vizitat Coreea de Sud după Războiul din Coreea. Ea a participat la o întâlnire cu președintele Moon Jae-in, aducându-i acestuia o scrisoare scrisă personal de către Kim Jong-un. Ea a făcut parte din echipa fratelui său prezentă la Summit-ul din Singapore, iar apoi la cel din Hanoi, unde Kim Jong-un s-a întâlnit cu președintele american Donald Trump. Implicarea sa în misiunile diplomatice a continuat și în martie 2020, când aceasta a emis o declarație din funcția de prim-director adjunct al partidului.

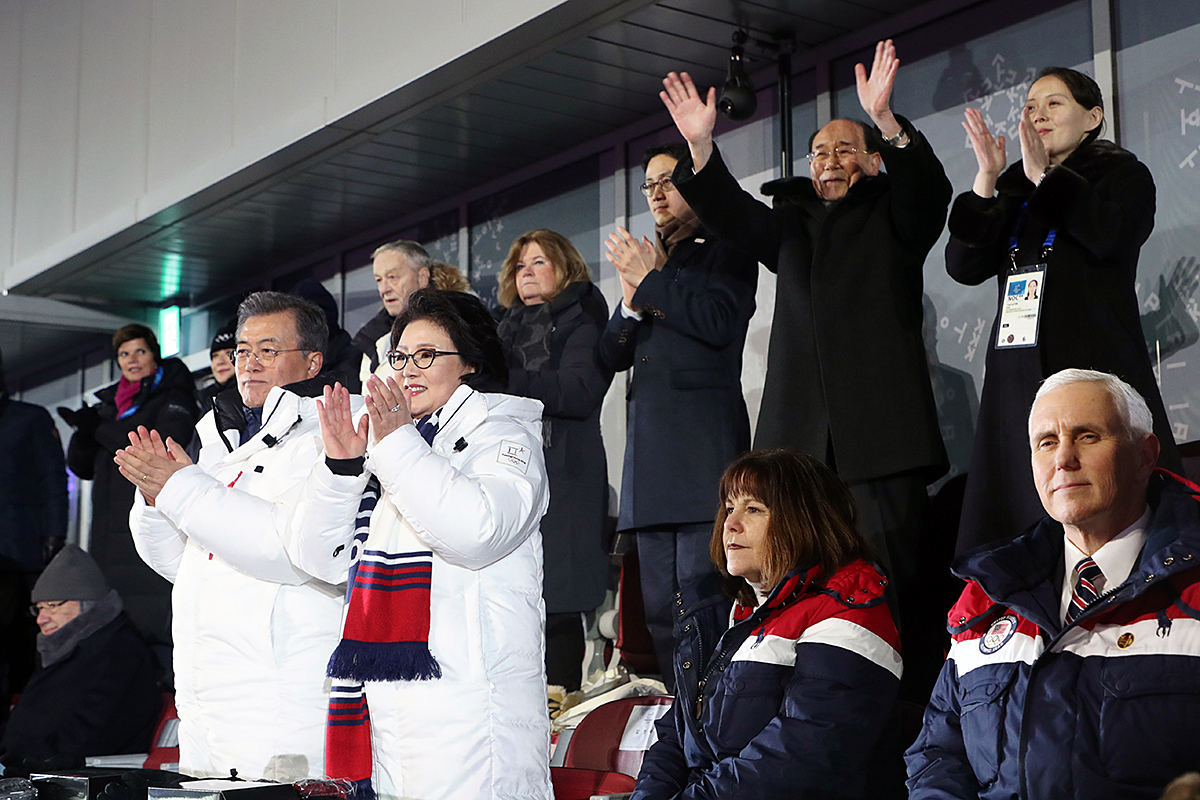
Kim Yo-jong făcând parte din delegația nord-coreeană prezentă la ceremonia de deschidere a Jocurilor Olimpice de Iarnă, organizate în Coreea de Sud în 2018.

Conform spuselor lui Kim Yong-hyun, profesor în studii nord-coreene la Universitatea Dongguk din Seul, promovarea lui Kim Yo-jong și a altor membri tineri este un semn că "regimul lui Kim Jong-un caută să rupă legăturile avute cu trecutul, mai exact cu membrii regimului lui Kim Jong-il, și că totodată se caută un schimb al generațiilor în pozițiile cheie".
Kim a primit vot de încredere la Adunarea Populară Supremă în timpul alegerilor parlamentare din Coreea de Nord din 2019, reprezentând zona Killimgil. În luna aprilie a aceluiași an, a fost îndepărtată pentru scurt timp din biroul politic al partidului, însă a fost reinstaurată în următorul an. În aprilie 2020, zvonurile privind starea de sănătate a lui Kim Jong-un au adus-o pe Kim Yo-jong în atenția publicului internațional ca posibil succesor al conducerii guvernului din Coreea de Nord.

## Arbore genealogic al familiei Kim
|                |                |                |                |                |                |              |              |              |              |              |              |              |              |              |              |              |              |             |             |               |               |               |               |               |               |              |              |              |              |              |              |              |              | Kim Bo-hyon   |               |               |               |               |               |               |               |               |               |               |               |              |              |                 |                 |                 |                 |                 |                 |             |             |              |              |              |              |              |              |
|                |                |                |                |                |                |              |              |              |              |              |              |              |              |              |              |              |              |             |             |               |               |               |               |               |               |              |              |              |              |              |              |              |              |               |               |               |               |               |               |               |               |               |               |               |               |              |              |                 |                 |                 |                 |                 |                 |             |             |              |              |              |              |              |              |
|                |                |                |                |                |                |              |              |              |              |              |              |              |              |              |              |              |              |             |             |               |               |               |               |               |               |              |              |              |              |              |              |              |              | Kim Hyŏng-jik | Kim Hyŏng-jik | Kim Hyŏng-jik | Kim Hyŏng-jik | Kim Hyŏng-jik | Kim Hyŏng-jik |               |               | Kang Pan-sŏk  | Kang Pan-sŏk  | Kang Pan-sŏk  | Kang Pan-sŏk  | Kang Pan-sŏk | Kang Pan-sŏk |                 |                 |                 |                 |                 |                 |             |             |              |              |              |              |              |              |
|                |                |                |                |                |                |              |              |              |              |              |              |              |              |              |              |              |              |             |             |               |               |               |               |               |               |              |              |              |              |              |              |              |              | Kim Hyŏng-jik | Kim Hyŏng-jik | Kim Hyŏng-jik | Kim Hyŏng-jik | Kim Hyŏng-jik | Kim Hyŏng-jik |               |               | Kang Pan-sŏk  | Kang Pan-sŏk  | Kang Pan-sŏk  | Kang Pan-sŏk  | Kang Pan-sŏk | Kang Pan-sŏk |                 |                 |                 |                 |                 |                 |             |             |              |              |              |              |              |              |
|                |                |                |                |                |                |              |              |              |              |              |              |              |              |              |              |              |              |             |             |               |               |               |               |               |               |              |              |              |              |              |              |              |              |               |               |               |               |               |               |               |               |               |               |               |               |              |              |                 |                 |                 |                 |                 |                 |             |             |              |              |              |              |              |              |
|                |                |                |                |                |                |              |              |              |              |              |              |              |              |              |              |              |              |             |             |               |               |               |               |               |               |              |              |              |              |              |              |              |              |               |               |               |               |               |               |               |               |               |               |               |               |              |              |                 |                 |                 |                 |                 |                 |             |             |              |              |              |              |              |              |
|                |                |                |                |                |                |              |              |              |              |              |              |              |              |              |              |              |              |             |             |               |               |               |               |               |               |              |              |              |              | Kim Jong-suk | Kim Jong-suk | Kim Jong-suk | Kim Jong-suk | Kim Jong-suk  | Kim Jong-suk  |               |               | Kim Ir-sen    | Kim Ir-sen    | Kim Ir-sen    | Kim Ir-sen    | Kim Ir-sen    | Kim Ir-sen    |               |               | Kim Sŏng-ae  | Kim Sŏng-ae  | Kim Sŏng-ae     | Kim Sŏng-ae     | Kim Sŏng-ae     | Kim Sŏng-ae     |                 |                 | Kim Yong-ju | Kim Yong-ju | Kim Yong-ju  | Kim Yong-ju  | Kim Yong-ju  | Kim Yong-ju  |              |              |
|                |                |                |                |                |                |              |              |              |              |              |              |              |              |              |              |              |              |             |             |               |               |               |               |               |               |              |              |              |              | Kim Jong-suk | Kim Jong-suk | Kim Jong-suk | Kim Jong-suk | Kim Jong-suk  | Kim Jong-suk  |               |               | Kim Ir-sen    | Kim Ir-sen    | Kim Ir-sen    | Kim Ir-sen    | Kim Ir-sen    | Kim Ir-sen    |               |               | Kim Sŏng-ae  | Kim Sŏng-ae  | Kim Sŏng-ae     | Kim Sŏng-ae     | Kim Sŏng-ae     | Kim Sŏng-ae     |                 |                 | Kim Yong-ju | Kim Yong-ju | Kim Yong-ju  | Kim Yong-ju  | Kim Yong-ju  | Kim Yong-ju  |              |              |
|                |                |                |                |                |                |              |              |              |              |              |              |              |              |              |              |              |              |             |             |               |               |               |               |               |               |              |              |              |              |              |              |              |              |               |               |               |               |               |               |               |               |               |               |               |               |              |              |                 |                 |                 |                 |                 |                 |             |             |              |              |              |              |              |              |
|                |                |                |                |                |                |              |              |              |              |              |              |              |              |              |              |              |              |             |             |               |               |               |               |               |               |              |              |              |              |              |              |              |              |               |               |               |               |               |               |               |               |               |               |               |               |              |              |                 |                 |                 |                 |                 |                 |             |             |              |              |              |              |              |              |
|                |                |                |                |                |                |              |              |              |              |              |              |              |              |              |              |              |              |             |             |               |               |               |               |               |               |              |              |              |              |              |              |              |              |               |               |               |               |               |               |               |               |               |               |               |               |              |              |                 |                 |                 |                 |                 |                 |             |             |              |              |              |              |              |              |
|                |                |                |                |                |                |              |              |              |              |              |              |              |              |              |              |              |              |             |             |               |               |               |               |               |               |              |              |              |              |              |              |              |              |               |               |               |               |               |               |               |               |               |               |               |               |              |              |                 |                 |                 |                 |                 |                 |             |             |              |              |              |              |              |              |
| Kim Young-sook | Kim Young-sook | Kim Young-sook | Kim Young-sook | Kim Young-sook | Kim Young-sook |              |              | Song Hye-rim | Song Hye-rim | Song Hye-rim | Song Hye-rim | Song Hye-rim | Song Hye-rim |              |              | Kim Jong-il  | Kim Jong-il  | Kim Jong-il | Kim Jong-il | Kim Jong-il   | Kim Jong-il   |               |               | Ko Young-hee  | Ko Young-hee  | Ko Young-hee | Ko Young-hee | Ko Young-hee | Ko Young-hee |              |              | Kim Ok       | Kim Ok       | Kim Ok        | Kim Ok        | Kim Ok        | Kim Ok        |               |               | Kim Kyong-hui | Kim Kyong-hui | Kim Kyong-hui | Kim Kyong-hui | Kim Kyong-hui | Kim Kyong-hui |              |              | Chang Sung-taek | Chang Sung-taek | Chang Sung-taek | Chang Sung-taek | Chang Sung-taek | Chang Sung-taek |             |             | Kim Pyong-il | Kim Pyong-il | Kim Pyong-il | Kim Pyong-il | Kim Pyong-il | Kim Pyong-il |
| Kim Young-sook | Kim Young-sook | Kim Young-sook | Kim Young-sook | Kim Young-sook | Kim Young-sook |              |              | Song Hye-rim | Song Hye-rim | Song Hye-rim | Song Hye-rim | Song Hye-rim | Song Hye-rim |              |              | Kim Jong-il  | Kim Jong-il  | Kim Jong-il | Kim Jong-il | Kim Jong-il   | Kim Jong-il   |               |               | Ko Young-hee  | Ko Young-hee  | Ko Young-hee | Ko Young-hee | Ko Young-hee | Ko Young-hee |              |              | Kim Ok       | Kim Ok       | Kim Ok        | Kim Ok        | Kim Ok        | Kim Ok        |               |               | Kim Kyong-hui | Kim Kyong-hui | Kim Kyong-hui | Kim Kyong-hui | Kim Kyong-hui | Kim Kyong-hui |              |              | Chang Sung-taek | Chang Sung-taek | Chang Sung-taek | Chang Sung-taek | Chang Sung-taek | Chang Sung-taek |             |             | Kim Pyong-il | Kim Pyong-il | Kim Pyong-il | Kim Pyong-il | Kim Pyong-il | Kim Pyong-il |
|                |                |                |                |                |                |              |              |              |              |              |              |              |              |              |              |              |              |             |             |               |               |               |               |               |               |              |              |              |              |              |              |              |              |               |               |               |               |               |               |               |               |               |               |               |               |              |              |                 |                 |                 |                 |                 |                 |             |             |              |              |              |              |              |              |
|                |                |                |                |                |                |              |              |              |              |              |              |              |              |              |              |              |              |             |             |               |               |               |               |               |               |              |              |              |              |              |              |              |              |               |               |               |               |               |               |               |               |               |               |               |               |              |              |                 |                 |                 |                 |                 |                 |             |             |              |              |              |              |              |              |
|                |                |                |                | Kim Sul-song   | Kim Sul-song   | Kim Sul-song | Kim Sul-song | Kim Sul-song | Kim Sul-song |              |              | Kim Jong-nam | Kim Jong-nam | Kim Jong-nam | Kim Jong-nam | Kim Jong-nam | Kim Jong-nam |             |             | Kim Jong-chul | Kim Jong-chul | Kim Jong-chul | Kim Jong-chul | Kim Jong-chul | Kim Jong-chul |              |              | Kim Jong-un  | Kim Jong-un  | Kim Jong-un  | Kim Jong-un  | Kim Jong-un  | Kim Jong-un  |               |               | Ri Sol-ju     | Ri Sol-ju     | Ri Sol-ju     | Ri Sol-ju     | Ri Sol-ju     | Ri Sol-ju     |               |               | Kim Yo-jong   | Kim Yo-jong   | Kim Yo-jong  | Kim Yo-jong  | Kim Yo-jong     | Kim Yo-jong     |                 |                 |                 |                 |             |             |              |              |              |              |              |              |
|                |                |                |                | Kim Sul-song   | Kim Sul-song   | Kim Sul-song | Kim Sul-song | Kim Sul-song | Kim Sul-song |              |              | Kim Jong-nam | Kim Jong-nam | Kim Jong-nam | Kim Jong-nam | Kim Jong-nam | Kim Jong-nam |             |             | Kim Jong-chul | Kim Jong-chul | Kim Jong-chul | Kim Jong-chul | Kim Jong-chul | Kim Jong-chul |              |              | Kim Jong-un  | Kim Jong-un  | Kim Jong-un  | Kim Jong-un  | Kim Jong-un  | Kim Jong-un  |               |               | Ri Sol-ju     | Ri Sol-ju     | Ri Sol-ju     | Ri Sol-ju     | Ri Sol-ju     | Ri Sol-ju     |               |               | Kim Yo-jong   | Kim Yo-jong   | Kim Yo-jong  | Kim Yo-jong  | Kim Yo-jong     | Kim Yo-jong     |                 |                 |                 |                 |             |             |              |              |              |              |              |              |
|                |                |                |                |                |                |              |              |              |              |              |              |              |              |              |              |              |              |             |             |               |               |               |               |               |               |              |              |              |              |              |              |              |              |               |               |               |               |               |               |               |               |               |               |               |               |              |              |                 |                 |                 |                 |                 |                 |             |             |              |              |              |              |              |              |
|                |                |                |                |                |                |              |              |              |              |              |              | Kim Han-sol  |              |              |              |              |              |             |             |               |               |               |               |               |               |              |              |              |              |              |              |              |              |               |               |               |               |               |               |               |               |               |               |               |               |              |              |                 |                 |                 |                 |                 |                 |             |             |              |              |              |              |              |              |